# Usatge

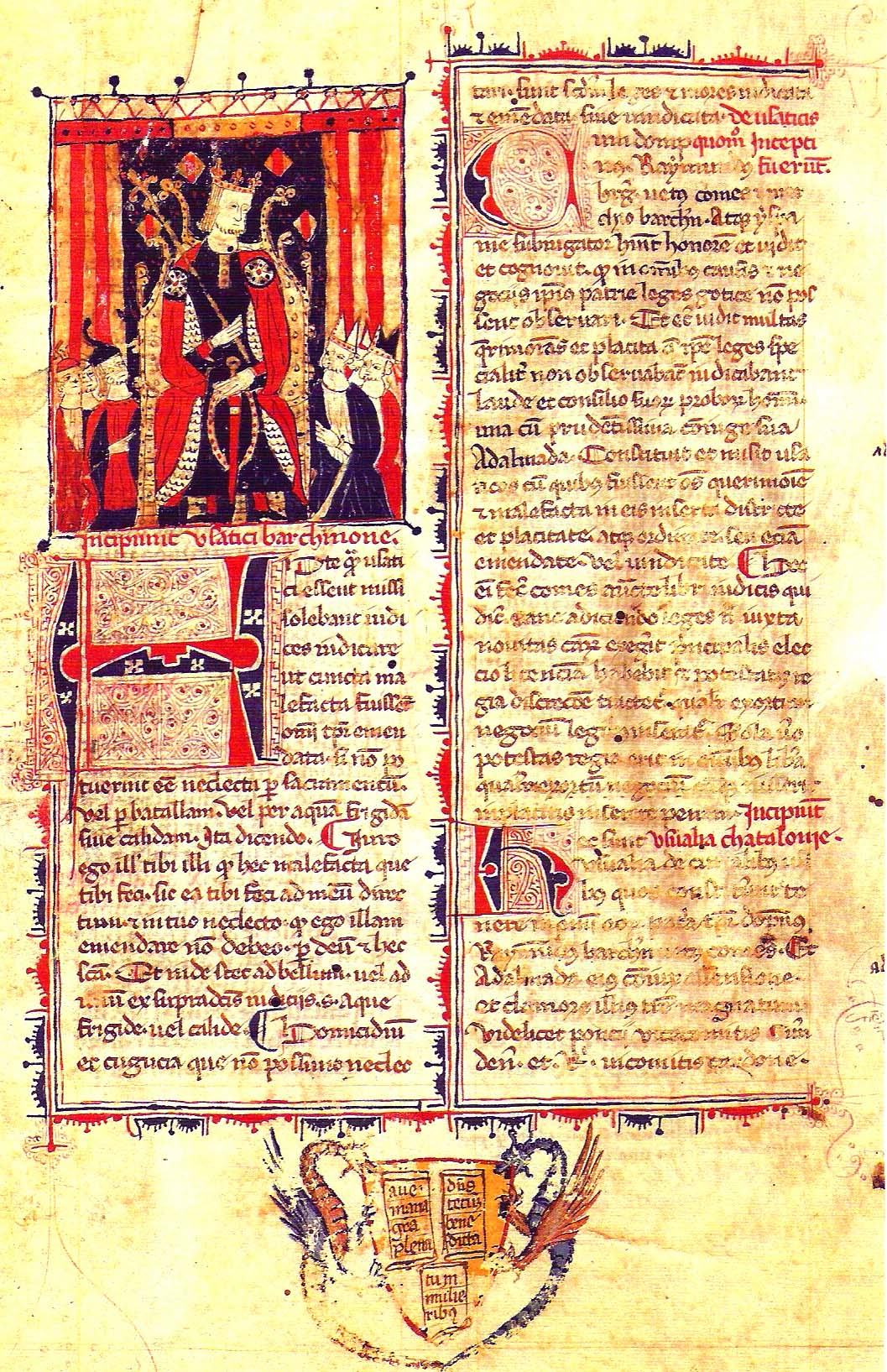
Els Usatici Barchinone (Ussatges de Barcelona) i les Usalia Cathalonie (Costums de Catalunya) complilats per Alfons el Cast (1157-1196).
(ACA, ms. de Ripoll, núm. 38, fol. 1).

Un usatge o ús és una forma jurídica inicial de costum i constitueix part del dret consuetudinari. També es denomina usatge a cadascun dels usos i costums concrets recollits en la compilació, com pot ser la compilació dels Usatges de Barcelona. És una forma de procedir o resoldre en matèria jurídica, té el seu origen en la repetició reiterada, ús, d'una llei no escrita però acceptada generalment per una comunitat. Es diferencia del costum perquè no s'imposa amb un caràcter imperatiu, per bé que és acceptat per les parts que integren la comunitat. Com a dret consuetudinari se la considera una font del dret i conviu en rang menor i supletori amb les lleis escrites i estipulades. Així mateix constitueix una bona font d'interpretació jurídica i la llei en reconeix la vigència quan no existeix una norma legal exacta aplicable a un punt controvertit i concret.